# Johan Remkes
Johannes Wijnandus (Johan) Remkes (Zuidbroek, 15 juni 1951) is een Nederlands bestuurder en politicus namens de VVD. Hij was waarnemend commissaris van de Koning in Limburg (2021), waarnemend burgemeester van Den Haag (2019-2020) en commissaris van de Koning in Noord-Holland (2010-2018). Daarvoor was hij minister van Binnenlandse Zaken en Koninkrijksrelaties (2002-2007), vicepremier (2002-2003) en staatssecretaris van Volkshuisvesting, Ruimtelijke Ordening en Milieubeheer (1998-2002).

## Loopbaan

### Groningen
Remkes volgde de hbs-A en behaalde het kandidaatsdiploma economie aan de Rijksuniversiteit Groningen. Van 1975 tot 1977 was hij voorzitter van de JOVD, de onafhankelijke liberale jongerenorganisatie. In 1978 werd hij zowel in de Provinciale Staten van Groningen als in de raad van de gemeente Groningen gekozen. Zijn (eerste) raadslidmaatschap duurde vier jaar. Zijn Statenlidmaatschap eindigde in 1993. Van 1982 tot 1993 was hij lid van Gedeputeerde Staten van Groningen en van 1994 tot 1996 zat hij opnieuw in de Groningse gemeenteraad, naast zijn Tweede Kamerlidmaatschap.

### Landelijke politiek
In 1993 werd Remkes lid van de Tweede Kamerfractie van de VVD. In 1998 werd hij staatssecretaris van VROM in het kabinet-Kok II en op 22 juli 2002 minister van Binnenlandse Zaken en Koninkrijksrelaties in het kabinet-Balkenende I. Hij behield die functie in de kabinetten Balkenende II en III, in dat laatste aangevuld met bestuurlijke vernieuwing. Zijn ministerschap eindigde op 22 februari 2007. Eind 2006 had hij reeds weer in de Tweede Kamer zitting genomen.
Begin 2005 kwam er kritiek op Remkes toen hij tijdens zijn vakantie op het eiland Ko Samui niet een bezoek wilde brengen aan de slachtoffers van de aardbeving in de Indische Oceaan in het overspoelde toeristenoord Phuket. Hij gaf te kennen dat hij de reddingswerkers niet voor de voeten had willen lopen. Na kritiek uit de Tweede Kamer ging hij alsnog op bezoek bij het Rampen Identificatie Team.

### Commissaris van de Koning in Noord-Holland
Remkes maakte op 16 maart 2010 bekend na de Tweede Kamerverkiezingen op 9 juni niet terug te keren in de Tweede Kamer. Hierna werd hij per 1 juli 2010 benoemd tot commissaris van de Koningin van de provincie Noord-Holland als opvolger van Harry Borghouts. Hij werd herbenoemd voor een tweede termijn ingaande 1 juli 2016. Per 1 januari 2019 legde hij zijn functie neer. Hij werd opgevolgd door zijn partijgenoot Arthur van Dijk.

### Staatscommissie parlementair stelsel
Remkes werd in 2017 voorzitter van de tijdelijke 'staatscommissie parlementair stelsel' (commissie-Remkes). Deze commissie onderzocht of er veranderingen nodig zijn in het parlementaire stelsel en in de parlementaire democratie. Het eindrapport met adviezen werd in december 2018 aangeboden aan de regering.

### Stikstofcrisis
Remkes werd voorzitter van het adviescollege (commissie-Remkes) dat in september 2019, januari en juni 2020 adviezen aan het kabinet-Rutte III uitbracht over de stikstofproblematiek.
Op 13 juli 2022 kreeg Remkes opnieuw een rol in de stikstofcrisis. Ditmaal als onafhankelijk gespreksleider tussen het kabinet en de boeren. Tijdens de boerenprotesten hebben zowel Agractie als Farmers Defence Force aangegeven niet met Remkes in gesprek te willen gaan. LTO-Nederland stond daar in beginsel wel voor open maar heeft zich later teruggetrokken. Het kabinet heeft vervolgens aangegeven vast te houden aan Remkes als onafhankelijk gespreksleider. Op 28 juli 2022 heeft LTO aangegeven toch akkoord te gaan met een verkennend gesprek met Remkes. Op 5 oktober 2022 leverde Remkes zijn rapport in. Voor zijn aanpak kreeg hij de Machiavelliprijs 2022.

### Waarnemend burgemeester van Den Haag
Met ingang van 12 oktober 2019 werd Remkes benoemd tot waarnemend burgemeester van de gemeente Den Haag ter vervanging van de opgestapte burgemeester, zijn partijgenote Pauline Krikke. Per 1 juli 2020 werd hij opgevolgd door Jan van Zanen.

### Waarnemend commissaris van de Koning in Limburg
Per 19 april 2021 werd Remkes benoemd tot waarnemend commissaris van de Koning in de provincie Limburg. Op 1 oktober 2021 maakten Provinciale Staten bekend, dat zij Emile Roemer hadden voorgedragen als nieuwe commissaris van de Koning in deze provincie. Roemers benoeming ging in op 1 december 2021.

### Informateur
Op 7 september 2021 werd Remkes op voordracht van de VVD door de Tweede Kamer aangewezen als informateur van de kabinetsformatie. Van zijn bevindingen bracht hij 30 september van dat jaar eindverslag uit, waarna hij op 5 oktober samen met Wouter Koolmees opnieuw als informateur werd aangesteld.

### Voorzitter compensatiefonds aardbevingen Groningen
In januari 2022 volgde Remkes de Groningse commissaris van de koning René Paas op als voorzitter van het Nationaal Programma Groningen, een compensatiefonds voor de gaswinningsproblematiek in Groningen. Het programma werd in maart 2019 opgestart en kreeg een startkapitaal van € 1,15 miljard voor de volgende tien jaar. Wegens gezondheidsredenen legt Remkes de functie per 1 januari 2025 neer.

## Nevenfuncties
Johan Remkes bekleedt (update 9 juli 2021) de volgende niet-ambtsgebonden nevenfuncties:
- Voorzitter Committee Safeguarding Impartiality (CSI) SKG-IKOB Certificatie
- Voorzitter Raad van Toezicht kennisinstituut Deltares te Delft
- Voorzitter Raad van Toezicht Rijksuniversiteit Groningen
- Voorzitter Raad van Toezicht kennis- en netwerkorganisatie Platform31/IVO (Instituut voor Onderzoek naar Leefwijzen en Verslaving)
- Voorzitter Advies- en Arbitragecommissie Rijksdienst
- Voorzitter Raad van Toezicht Groninger Museum
- Lid College Bodemdaling Groningen
- (Mede-)voorzitter Overlegorgaan Fysieke Leefomgeving; opgeschort gedurende waarneming in Limburg

## Persoonlijk leven
Remkes heeft een passie voor klassieke muziek en bezit een uitgebreide collectie vinylplaten. Hij heeft een geregistreerd partnerschap.

## Onderscheidingen
- Erelid van de JOVD (27 februari 1999)
- Officier in de Orde van Oranje-Nassau (11 april 2007)
- Erelid van de VVD (24 januari 2023)

- International Standard Name Identifier: 0000 0003 9476 3772
- Nederlandse Thesaurus van Auteursnamen: 183323173
- Parlement.com: vg09llqqh2tn
- Virtual International Authority File: 289323730
- WorldCat: E39PBJhX7cTVHmHG7476JHJbh3